# 1ª Brigata Aerea

Wappen der Brigade

Die 1ª Brigata Aerea Operazioni Speciali (deutsch „1. Luftbrigade für spezielle Operationen“) ist eine Brigade der italienischen Luftwaffe mit Hauptquartier in Furbara bei Rom. Die Brigade hat ihren Ursprung in dem 1923 aufgestellten 1. Jagdgeschwader (1º Stormo). Von 1959 bis 2007 war sie mit Flugabwehrraketen ausgerüstet, danach unterstanden ihr zwei Hubschraubergeschwader und spezialisierte Bodentruppen. Seit 2021 umfasst sie nur noch eine Spezialeinheit und eine Combat Search and Rescue-Hubschrauber-Einheit.

## Organisation
Die operativen Kräfte der italienischen Luftwaffe unterstehen truppendienstlich dem Luftflottenkommando (Comando della Squadra Aerea) in Rom über dessen Unterkommandos. Eines dieser Unterkommandos ist der Stab der 1ª Brigata Aerea, der in erster Linie der zusammenfassenden Bearbeitung von Grundsatzangelegenheiten und der truppendienstlichen Führung der Spezial- und Sondereinheiten der italienischen Luftwaffe (force provider) dient. Die Einsatzführung liegt beim Spezialkräftekommando der Streitkräfte in Rom-Centocelle oder beim Einsatzführungskommando der Luftwaffe in Poggio Renatico, wobei die 1ª Brigata Aerea in der Lage ist, eine mobile Führungsstelle mit der Bezeichnung Special Operation Air Task Group zur Verfügung zu stellen. Zwei kleine Geschwader unterstehen der 1ª Brigata Aerea:
- 9. Geschwader (9º Stormo) in Grazzanise mit Hubschraubern vom Typ AW101 und AB 212ICO
- 17. Geschwader (17º Stormo) in Furbara mit Spezialkräften

Die Spezialkräfte des 17. Geschwaders operieren als luftbewegliche Bodentruppen beispielsweise im feindlichen Hinterland und dirigieren dort Einsätze von fliegenden Einheiten gegen Bodenziele. Das Hubschraubergeschwader unterstützt die Spezialkräfte, unter anderem bei bewaffneter Suche und Rettung. Mit dem Lufttransportverband 46ª Brigata Aerea in Pisa besteht eine enge Zusammenarbeit.

## Geschichte
Das 1. Jagdgeschwader (1º Stormo) wurde am 7. Mai 1923 in Brescia aufgestellt. Zunächst unterstanden ihm verschiedene Gruppen und Staffeln, die bereits im Ersten Weltkrieg gekämpft hatten. Am 1. Februar 1927 verlegte man das Geschwader mit den beiden fliegenden Gruppen 6 und 17 und deren nachgeordneten Staffeln (Squadriglie) nach Campoformido bei Udine, wo sie die Fiat CR.20 erhielten. In den folgenden Jahren flog man die CR.32 und die CR.42. Im Zweiten Weltkrieg operierte das 1. Jagdgeschwader mit der Macchi MC.200 1940 zunächst von Sizilien aus. Anschließend erfolgte in Campoformido die Umrüstung auf die Macchi MC.202 und dann die Verlegung nach Nordafrika, wo das Geschwader bis Juni 1942 stark beansprucht wurde. Nach einer Pause in Campoformido folgten ab September 1942 zunächst Luftverteidigungseinsätze an verschiedenen Orten in Italien. Von November 1942 bis Juni 1943 stemmte sich das Geschwader über Tunesien und Süditalien gegen die alliierte Übermacht, zum Teil mit neuen Macchi MC.205. Die schweren Verluste erzwangen schließlich den Rückzug ins norditalienische Friaul, wo das Geschwader mit dem Waffenstillstand von Cassibile am 8. September 1943 aufgelöst wurde. Etliche Piloten entschlossen sich in der Folge, den Krieg in der Aeronautica Nazionale Repubblicana an der Seite der Wehrmacht fortzusetzen. Die 3ª Squadriglia der 1º Gruppo der ANR übernahm in Campoformido Wappen und Traditionen des aufgelösten 1. Jagdgeschwaders und setzte den Kampf gegen alliierte Bomberformationen bis 1945 fort.
Das 1. Jagdgeschwader entstand 1956 mit Flugzeugen vom Typ F-86K Sabre in Istrana wieder. Bereits drei Jahre später gab es alle Flugzeuge ab, um auf das Flugabwehrraketensystem Nike umzurüsten. Das Geschwader wurde auf Brigade-Niveau angehoben (1ª Aerobrigata) und verlegte seinen Stab nach Padua. Zu den beiden Gruppen 6 und 17 kam die 7. Gruppe hinzu. Im Mai 1957 hatte man ein erstes Personalkontingent an die amerikanische Flugabwehrschule nach Fort Bliss in Texas entsandt, das dort zunächst theoretisch geschult und anschließend auf der McGregor Range praktisch an der Nike Ajax und dann an der Nike Hercules ausgebildet wurde. Unterstützungspersonal absolvierte Lehrgänge im Redstone Arsenal in Alabama und an anderen Orten.
In Norditalien baute die Brigade schrittweise ihre drei Flugabwehrraketen-Gruppen auf, die jeweils vier Raketen-Staffeln hatten. Die 6. Gruppe kam nach Campformido, die 7. Gruppe nach Montichiari und die 17. zusammen mit einer Ausbildungseinheit nach Padua. Die einzelnen Staffeln hatten dezentrale, ortsfeste Raketenstellungen. Im Jahr 1964 wurden die genannten Verbände und Einheiten um eine Stufe angehoben. Die Gruppen (Bataillone) erhielten einen Geschwaderstatus (Regiment), die Staffeln (Batterien) einen Gruppenstatus (Bataillon). Die Nummerierung der Verbände wurde nicht verändert, mit Ausnahme der 6. Gruppe, die im Zug der Vergrößerung die Nummer 16 erhielt. Nach einigen Verlegungen ergab sich von 1964 bis 1977 folgendes Bild:
| Verband/Einheit          | Stab/Basis                 | Feuerstellung                                                                           |
| ------------------------ | -------------------------- | --------------------------------------------------------------------------------------- |
| 1. Flugabwehrbrigade     | Padua                      | Unterstützungseinheiten in Padua, Raketenschule in Montichiari                          |
| 16. Flugabwehrgeschwader | Treviso                    |                                                                                         |
| 56º Gruppo               | Ca’ Tron                   | Ca’ Tron - 45° 34′ 45″ N, 12° 27′ 21″ O                                                 |
| 57º Gruppo               | Ceggia                     | Ceggia - 45° 40′ 26″ N, 12° 40′ 15″ O                                                   |
| 58º Gruppo               | Cordovado                  | Cordovado - 45° 49′ 33″ N, 12° 54′ 42″ O                                                |
| 59º Gruppo               | Vittorio Veneto            | Monte Pizzoc (Feuerleitung), Pian Cansiglio (Feuerstellung) 46° 4′ 8″ N, 12° 23′ 59″ O  |
| 7. Flugabwehrgeschwader  | Vicenza                    |                                                                                         |
| 64º Gruppo               | Bassano del Grappa         | Monte Grappa (Feuerleitung), Forcelletto (Feuerstellung) - 45° 52′ 49″ N, 11° 48′ 2″ O  |
| 65º Gruppo               | Montichiari                | Montichiari - 45° 25′ 28″ N, 10° 20′ 43″ O                                              |
| 66º Gruppo               | Tonezza del Cimone         | Monte Toraro (Feuerleitung), Malga Coè (Feuerstellung) - 45° 52′ 15,1″ N, 11° 13′ 50″ O |
| 67º Gruppo               | Roncà                      | Monte Calvarina - 45° 30′ 33,6″ N, 11° 16′ 52,1″ O                                      |
| 17. Flugabwehrgeschwader | Padua                      |                                                                                         |
| 72º Gruppo               | Bovolone                   | Bovolone - 45° 16′ 18″ N, 11° 8′ 22″ O                                                  |
| 79º Gruppo               | Zelo                       | Zelo - 45° 1′ 59″ N, 11° 23′ 35″ O                                                      |
| 80º Gruppo               | Conselve, Bagnoli di Sopra | Bagnoli di Sopra- 45° 9′ 36″ N, 11° 54′ 42″ O                                           |
| 81º Gruppo               | Ca’ Bianca, Chioggia       | Chioggia - 45° 10′ 2″ N, 12° 13′ 32″ O                                                  |

Die Nike-Hercules-Stellungen hatten ihren Schwerpunkt in Venetien und in den angrenzenden Regionen. Vier der zwölf Stellungen befanden sich in den Alpen, wobei in diesen Fällen die jeweiligen logistischen Basen, Radar- und Feuerleitstellungen sowie die Feuerstellungen nicht an einem einzigen Ort konzentriert waren (59, 64, 66, 67). Bei sieben Stellungen konnten die Raketen im Rahmen der nuklearen Teilhabe mit atomaren Gefechtsköpfen ausgestattet werden, welche unter der Kontrolle der 559th US Artillery Group in Vicenza standen (57, 58, 67, 72, 79, 80, 81). Zu den für große Höhen vorgesehenen Nike Hercules kamen die für mittlere Höhen geeigneten Hawk-Raketeneinheiten des Heeres, die operativ von der italienischen Luftwaffe geführt wurden.
Die jährlichen Übungen mit scharfem Schuss (Annual Service Practice) führte man noch bis 1966 in den Vereinigten Staaten durch, in den folgenden 40 Jahren dann auf dem Raketenstartplatz Salto di Quirra auf Sardinien. 1977 wurde das 7. Flugabwehrgeschwader im Zug von Umstrukturierungen aufgelöst, und mit ihm die Gruppen 56, 59, 64 und 66. Das 16. Geschwader in Treviso übernahm die Gruppen 57, 58, 80 und 81, das 17. die Gruppen 65, 67, 72 und 79. Die Raketensysteme wurden in den folgenden Jahren mehrfach modernisiert, entsprachen jedoch bald nicht mehr den Anforderungen. Die Ablösung durch das Flugabwehrsystem Patriot kam nach dem Ende des Kalten Krieges wegen notwendiger Haushaltskonsolidierungen über das Planungsstadium nicht hinaus. 1995 begann die schrittweise Auflösung der Brigade, zunächst mit der Auflösung von zwei Gruppen (67, 81), 1998 dann mit der Auflösung des 16. Geschwaders und drei weiterer Gruppen (57, 65, 79). Es verblieb das 17. Geschwader mit drei Gruppen (58, 72, 80) und vorübergehend ein weiterer Verband mit dem Flugabwehrsystem Spada.
Am 24. November 2006 erfolgte in Salto di Quirra (Capo San Lorenzo) der letzte Abschuss einer italienischen Nike Hercules. Am 1. Juli 2007 wurde auch das 17. Geschwader aufgelöst. Seine drei verbliebenen Gruppen (Staffeln) rüsteten auf das Flugabwehrsystem Spada um und verlegten nach Rivolto bei Udine, wo sie vom 2. Geschwader übernommen wurden. Die 1. Flugabwehrraketenbrigade nahm gleichzeitig ihre heutige Bezeichnung an und konzentrierte sich auf Sonderoperationen. Als Vorbild diente in diesem Zusammenhang das amerikanische Air Force Special Operations Command. Die ehemaligen Flugabwehrgeschwader 16 und 17 entstanden mit spezialisierten Bodentruppen wieder und übernahmen Objektschutz- und Spezialaufgaben. Hinzu kamen die Hubschraubergeschwader 9 in Grazzanise und 15 in Cervia. Der Brigadestab verlegte Ende 2009 von Padua nach Rom-Centocelle, im September 2014 nach Cervia und im Januar 2021 nach Furbara. Im Zug dieser letzten Verlegung verlor die Brigade das 15. Geschwader, das mit seinen Rettungshubschraubern de facto vorwiegend im Dienst der Allgemeinheit steht, und das 16. Geschwader, das hauptsächlich aus infanteristischen Objektschutzkräften besteht, an das Lufttransport- und Unterstützungskommando. In diesem verkleinerten Format konzentriert sich die Brigade nunmehr ausschließlich auf die wenigen Spezial- und Kampfrettungskräfte der italienischen Luftwaffe, die unter anderem mehrfach in Afghanistan eingesetzt wurden.

## Museum
Teile der 1977 aufgegebenen Gebirgsfeuerstellung der 66º Gruppo am Passo Coe (Base Tuono) wurden zwischen 2010 und 2013 von der Gemeinde Folgaria und der Provinz Trient mit Unterstützung der italienischen Luftwaffe weitgehend restauriert und zu einem kleinen Museum umgebaut. Es handelt sich dabei um die Einrichtungen der ehemaligen Abschuss-Sektion Alpha am Monte Maggio mit einer Halle zur Lagerung der Raketen und davor liegender Abschuss-Plattform einschließlich der Laufschienen, der Abschuss-Gestelle und drei aufgerichteter Raketen. Dargestellt wird nicht nur eine Feuerstellung mit ihren Nike-Hercules-Raketen, sondern auch die Funktionsweise des Flugabwehrsystems einschließlich der Feuerleitstellung und der logistischen Unterstützung sowie die Geschichte der ehemaligen Nike-Hercules-Verbände der italienischen Luftwaffe. Weitere Einrichtungen der Feuerstellung wurden mittlerweile ebenfalls restauriert oder teilweise rekonstruiert und um Ausrüstungsmaterialien aus anderen Standorten ergänzt. Vor der musealisierten Feuerstellung wurde ein künstlicher See namens Lago Coe angelegt, an dem sich ein Parkplatz für Museumsbesucher befindet. Das Museum bleibt in den Wintermonaten normalerweise geschlossen.

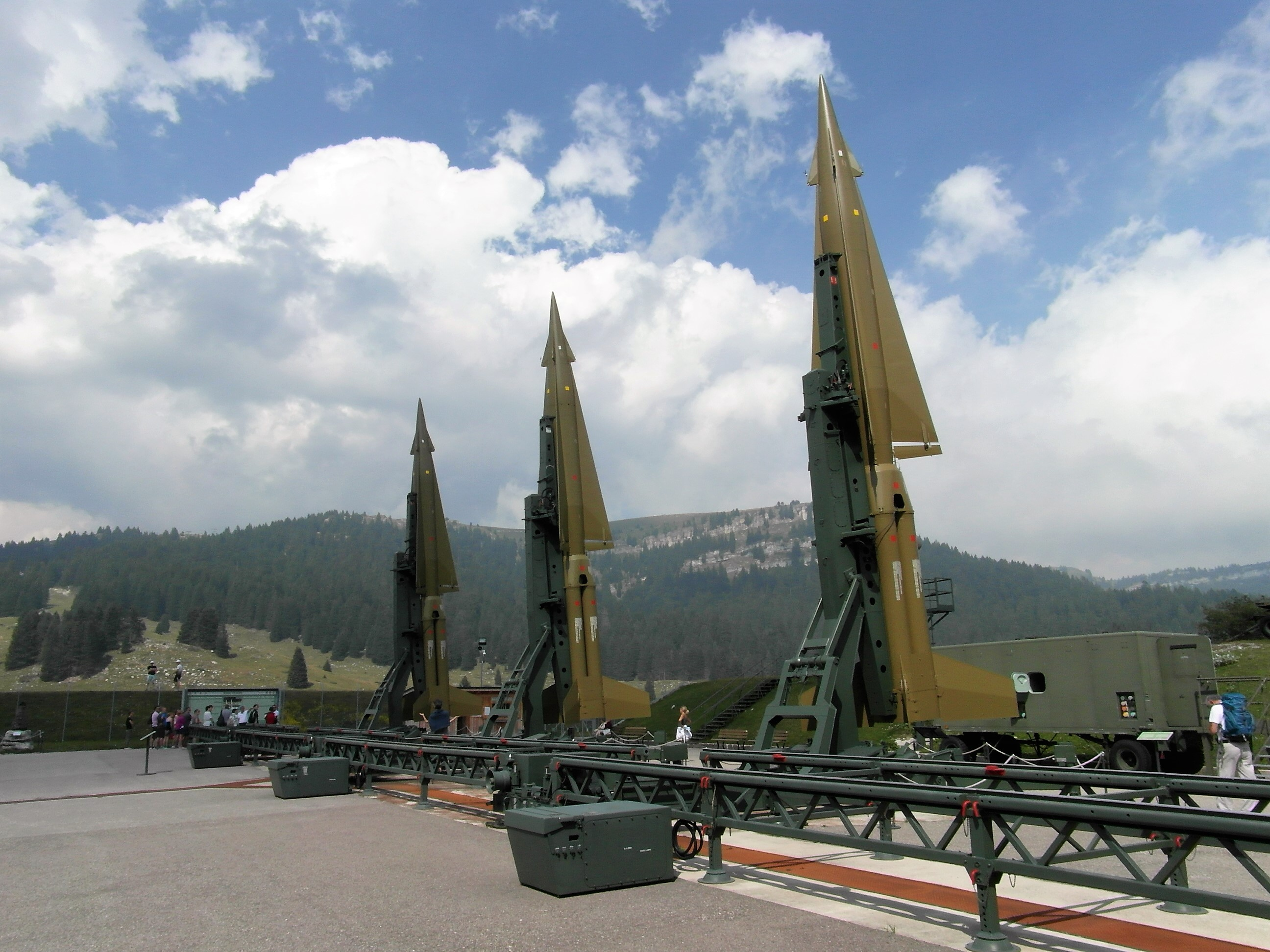
Musealisierte Nike-Feuerstellung (Base Tuono) der 66º Gruppo Intercettori Teleguidati unweit des Passo Coe
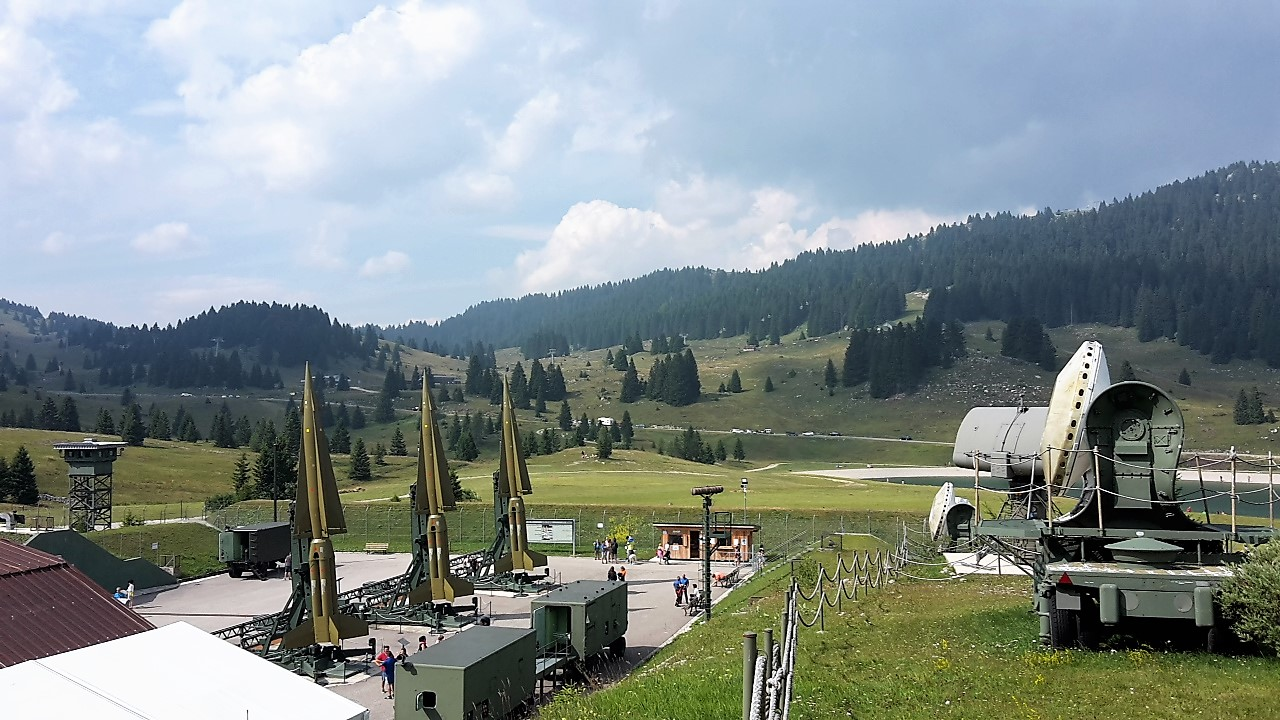
Abschuss-Sektion Alpha am Monte Maggio
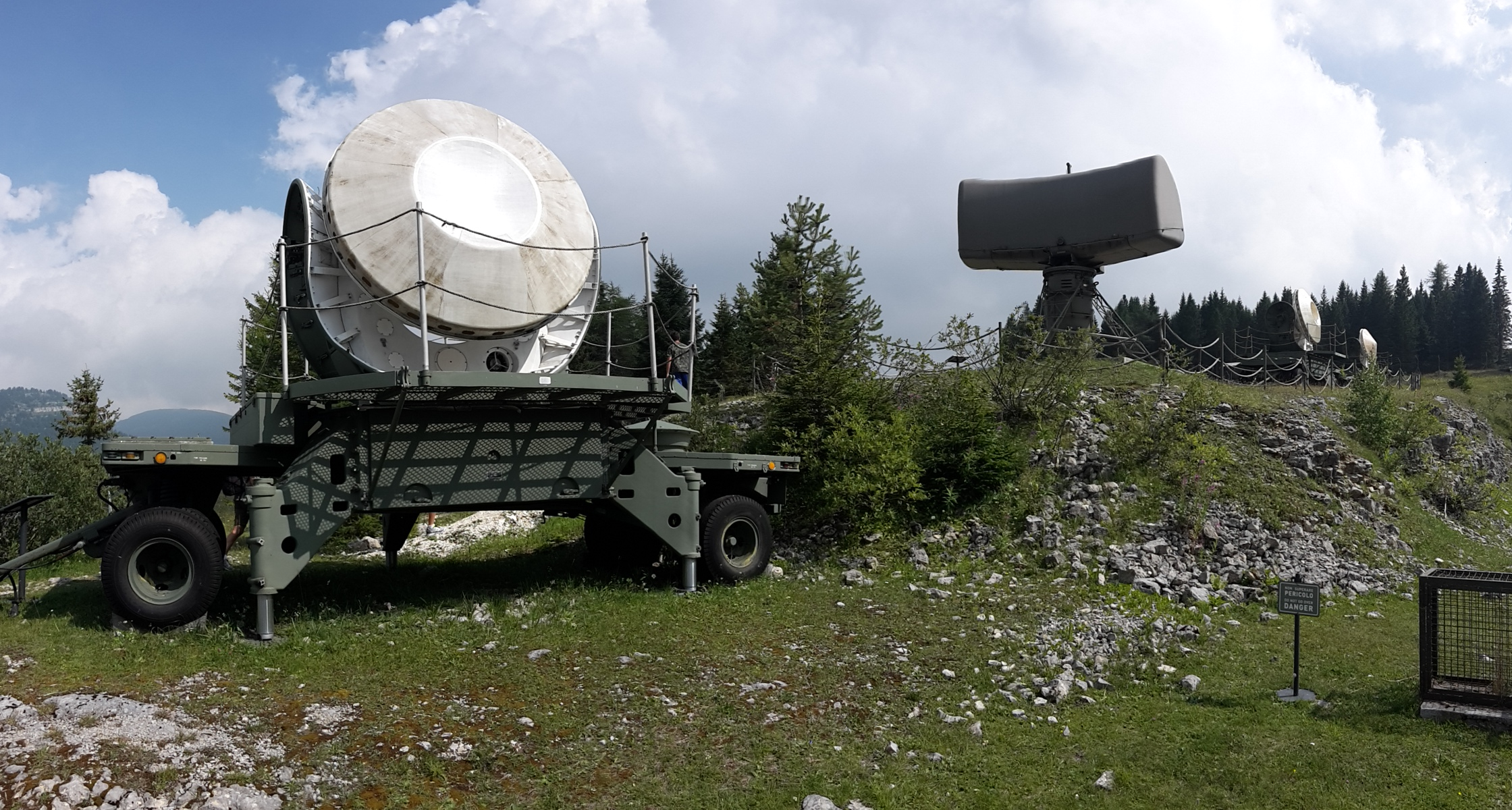
Base Tuono: Zielaufklärungsradar LOPAR, Verfolgungsradar MTR
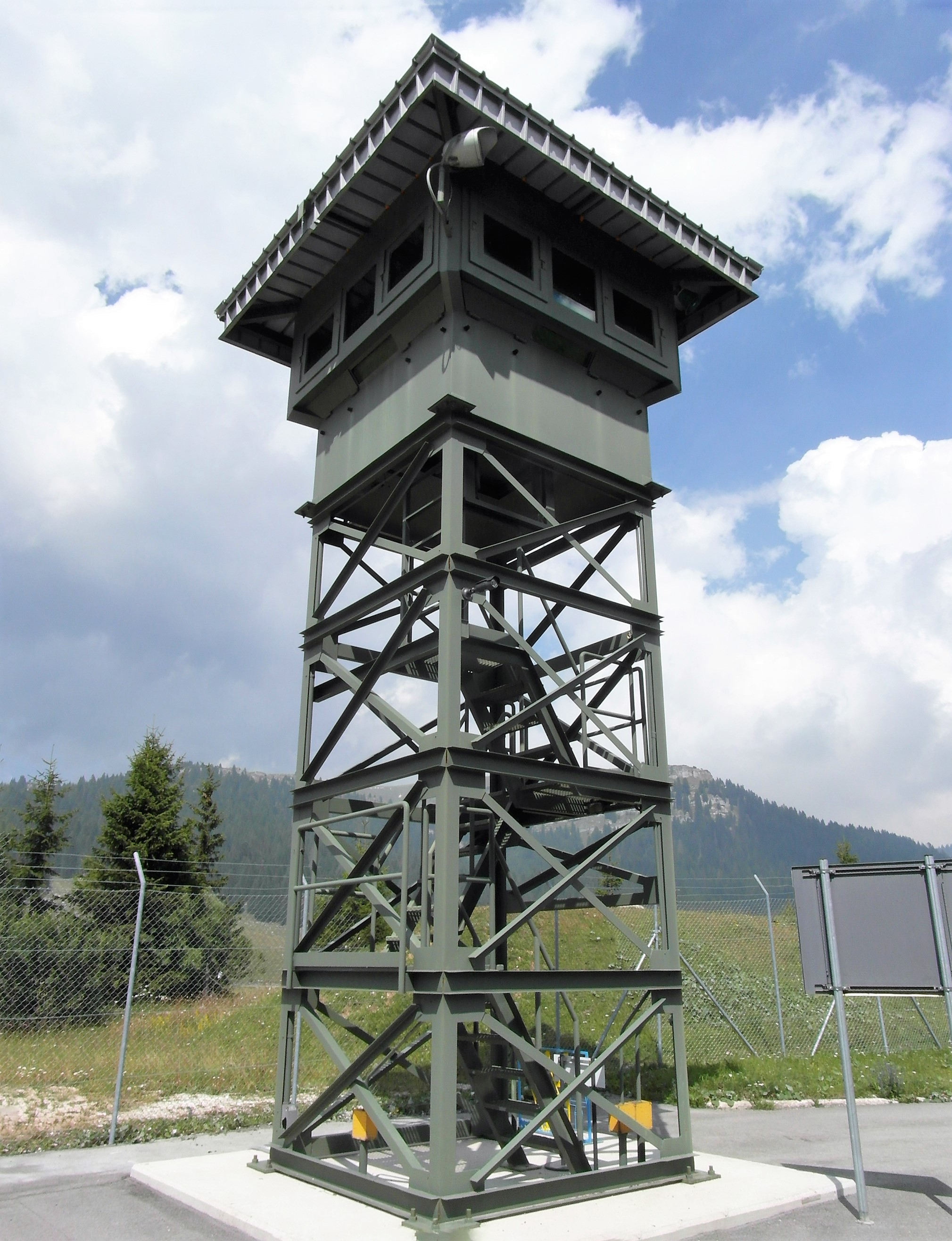
Wachturm